# Телевизия с висока разделителна способност
Телевизията с висока разделителна способност (на английски: High-Definition Television, съкратено HDTV или HD) е цифрова телевизионна система с по-висока разделителна способност (детайлност) от традиционните системи като PAL, SECAM и NTSC. Първоначално са правени опити за внедряване на някои аналогови версии на форма̀та в Европа и Япония, но в наши дни HDTV се разпространява изцяло в цифров вид, тъй като при подходяща компресия се изисква значително по-малка честотна лента.
HDTV форматът може да се гледа на няколко различни екрана: с разделителна способност 720р (прогресивна развивка), 1080i (презредова развивка), 1080р (прогресивна развивка). Телевизорите, способни да визуализират HDTV с разделителна способност 1080р, са с големи екрани и се наричат Full HD, а тези, които визуализират само 720р и 1080i, са HD Ready.
За кодиране на видеосигнала с висока разделителна способност най-често се използват форматите MPEG-2 и MPEG-4/AVC и стандартите за цифрова телевизия (DVB-T, DVB-T2, ATSC, ISDB-T, DTMB-T).
В България по-популярните формати са 720p и 1080p.